# Comité Paralímpico de India
El Comité Paralímpico de India es el comité paralímpico nacional que representa a India. Esta organización es la responsable de las actividades deportivas paralímpicas en el país. Es miembro del Comité Paralímpico Internacional y del Comité Paralímpico Asiático.